# Andreaskirche (Nellingen)

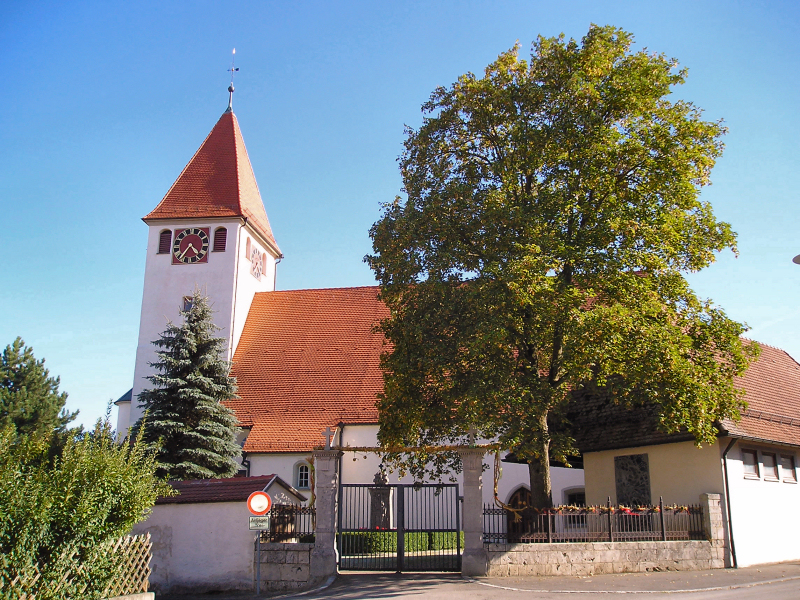
Andreaskirche in Nellingen

Die evangelische Andreaskirche steht in Nellingen, einer Gemeinde im Alb-Donau-Kreis von Baden-Württemberg. Die Kirchengemeinde Nellingen gehört zum Kirchenbezirk Blaubeuren der Württembergischen Landeskirche. Das Bauwerk ist beim Landesamt für Denkmalpflege Baden-Württemberg als Baudenkmal eingetragen.

## Beschreibung

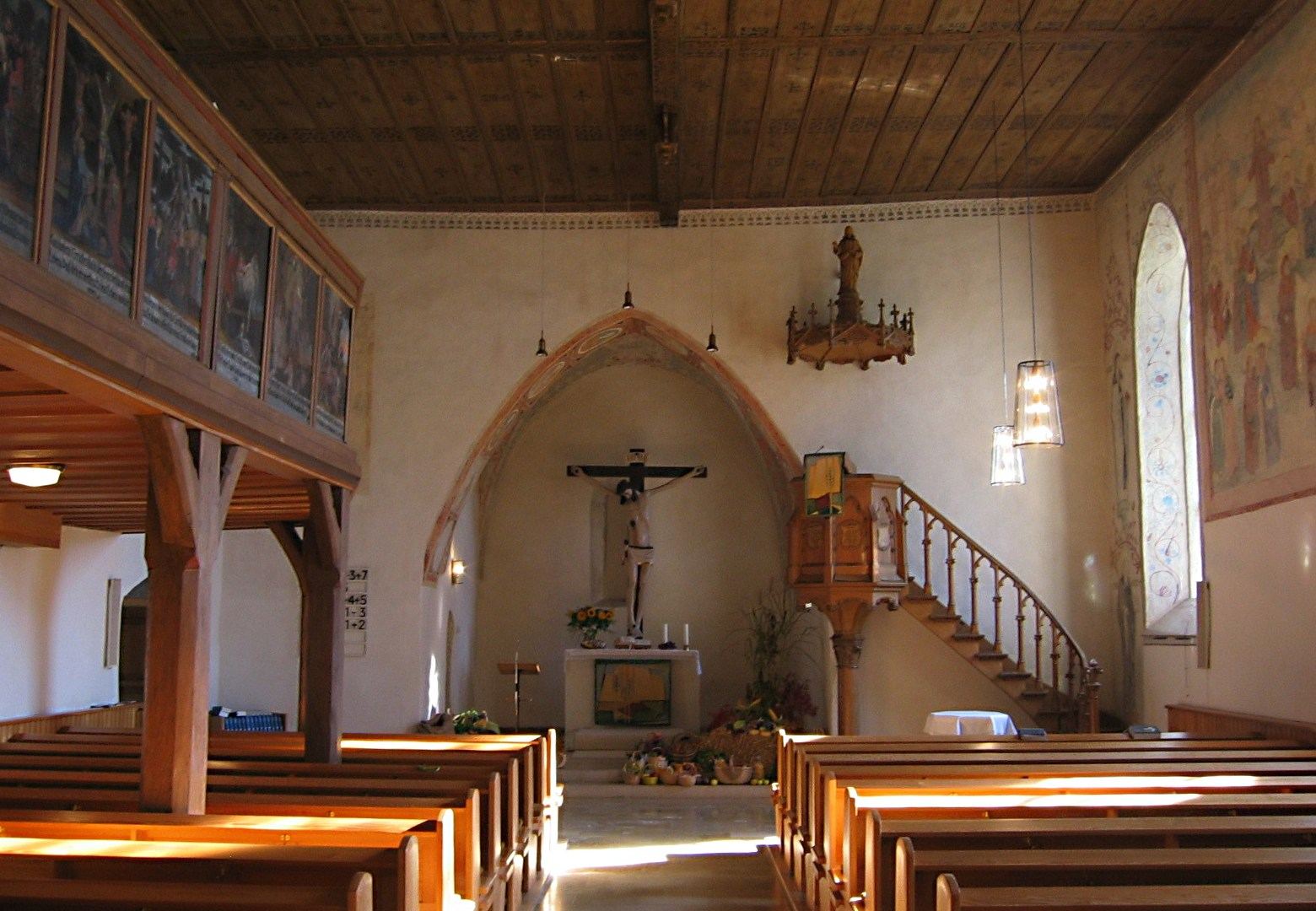
Innenraum

Die spätgotische Saalkirche geht auf einen romanischen Vorgängerbau zurück. Sie besteht aus einem Langhaus und einem Chorturm im Osten, dessen oberstes Geschoss die Turmuhr und den Glockenstuhl beherbergt, und der mit einem Pyramidendach bedeckt ist. Das geschnitzte Türblatt des Portals an der Westseite kommt besser zur Geltung, nachdem 1839 die Vorhalle abgebrochen wurde. 
An der 1492 eingebrachten hölzernen Flachdecke vom Innenraum des Langhauses wurden 1954 Schablonenmalereien freigelegt. An der nördlichen Wand im Innenraum des Erdgeschosses des Chorturms wurden Wandmalereien entdeckt, auf denen die Verkündigung des Herrn zu erkennen ist. Die Orgel wurde 1999 von der Orgelbau Mühleisen errichtet.